# Sonate K. 226
La sonate K. 226 (F.174/L.112) en ut mineur est une œuvre pour clavier du compositeur italien Domenico Scarlatti.

## Présentation
La sonate K. 226, en ut mineur, notée Allegro, forme une paire avec la précédente. L'atmosphère est ambiguë et obsessionnellement répétitive. Dans le développement, Scarlatti fait beaucoup de modulations inattendues.

## Manuscrits
Le manuscrit principal est le numéro 21 du volume III (Ms. 9774) de Venise (1753), copié pour Maria Barbara ; l'autre est Parme V 10 (Ms. A. G. 31410). Une copie figure à Saragosse, fos 57v-59r (no 29).

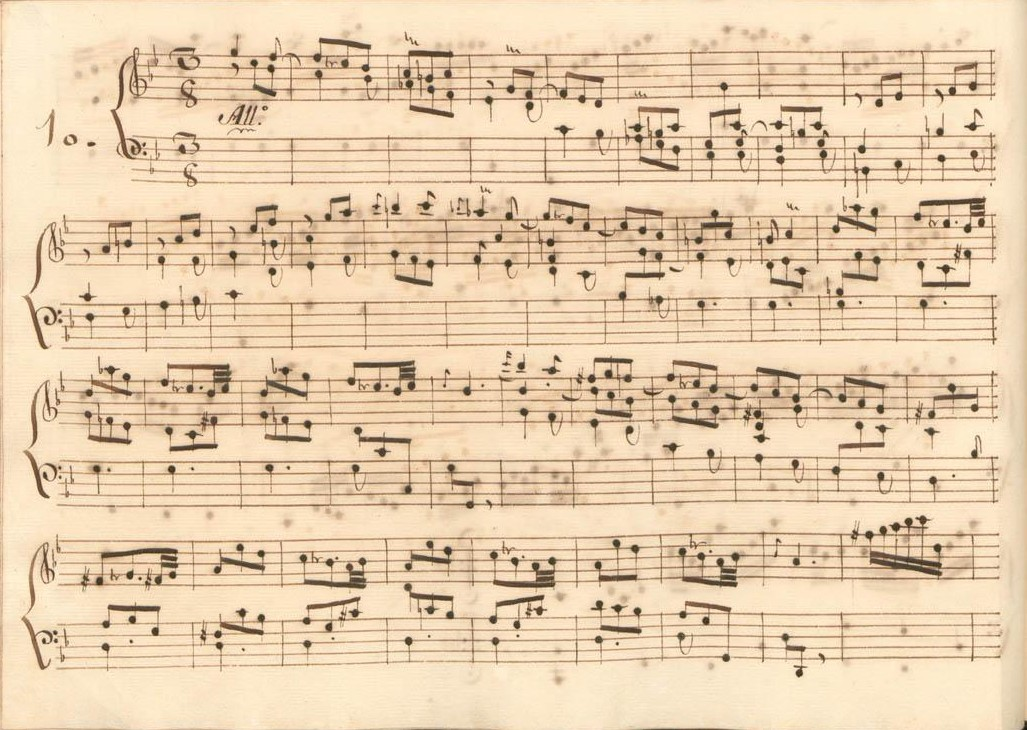
Parme V 10.
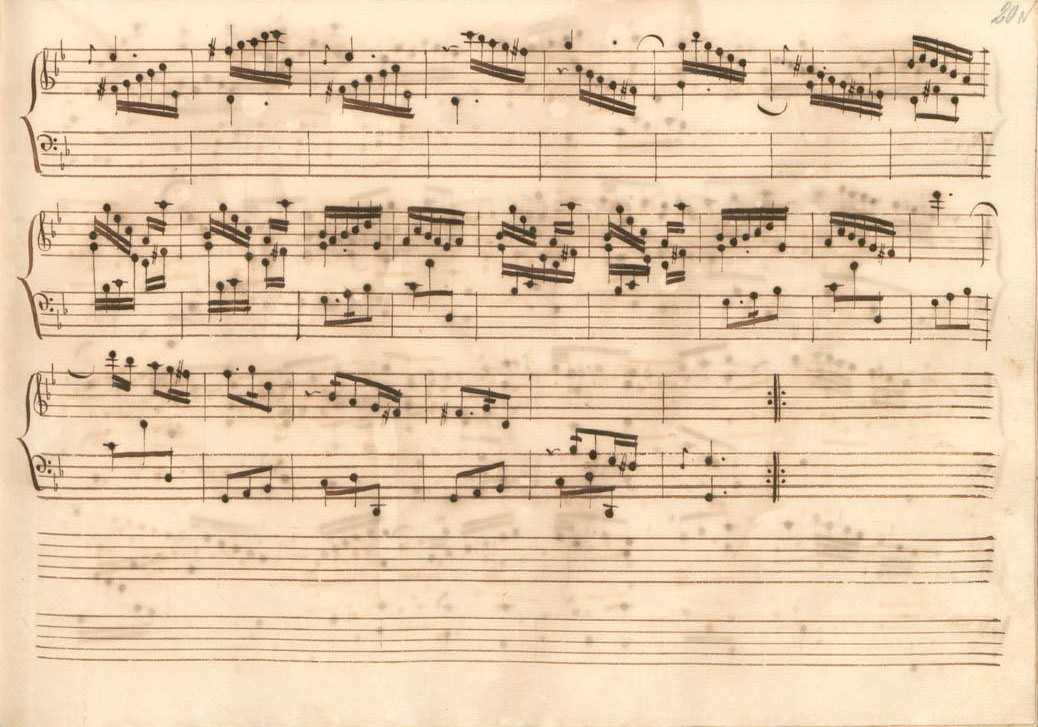
Parme V 10 (fin de la première section).
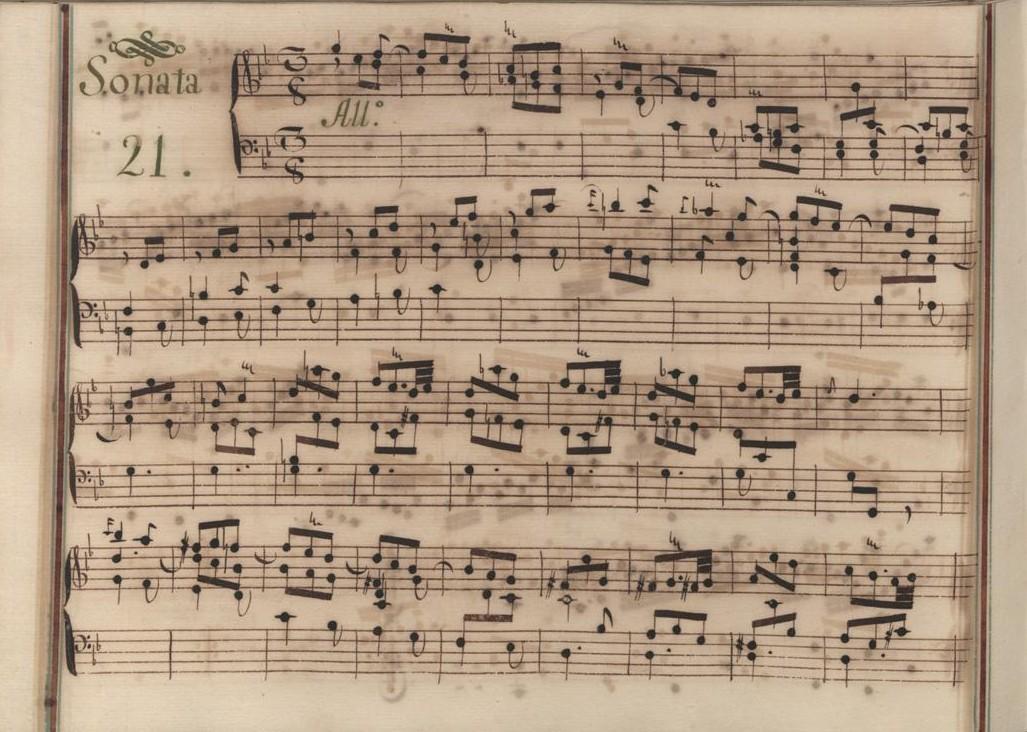
Venise III 21.
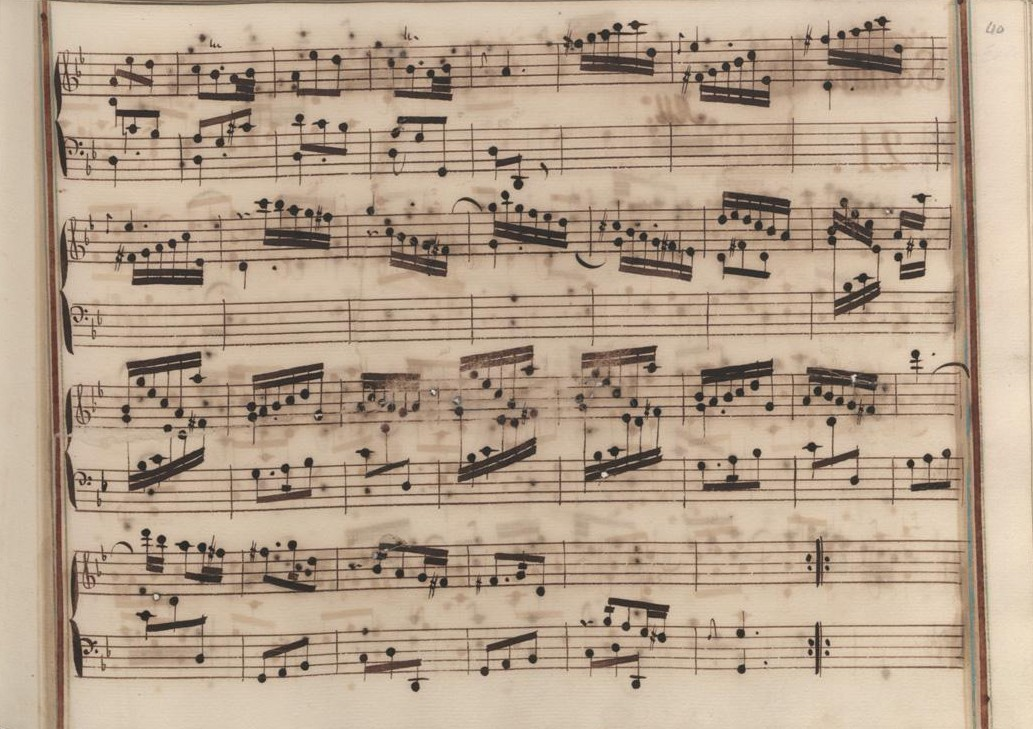
Venise III 21 (fin de la première section).

## Interprètes
La sonate K. 226 est défendue au piano, notamment, par Hae Won Chang (1984, Naxos vol. 2), Carlo Grante (2009, Music & Arts, vol. 2) et Pi-hsien Chen (en) (2012, Hat Now ART) ; au clavecin par Scott Ross (1985, Erato), Richard Lester (2001, Nimbus, vol. 2), Pieter-Jan Belder (Brilliant Classics, vol. 5) et Mario Martinoli (2015, Etcetera).

## Sources
: document utilisé comme source pour la rédaction de cet article.
- Ralph Kirkpatrick (trad. de l'anglais par Dennis Collins), Domenico Scarlatti, Paris, Lattès, coll. « Musique et Musiciens », 1982 (1re éd. 1953 (en)), 493 p. (ISBN 978-2-7096-0118-4, OCLC 954954205, BNF 34689181).
- Alain de Chambure, « Domenico Scarlatti : Intégrale des sonates — Scott Ross », Erato (2564-62092-2), 1985 (OCLC 891183737) .
- (en) Carlo Grante, « Domenico Scarlatti, intégrale des sonates pour clavier (vol. 2) », Music & Arts (CD-1291), 2009 (OCLC 840087257) .
- (es) Celestino Yáñez Navarro (thèse), Nuevas aportaciones para el estudio de las sonatas de Domenico Scarlatti. Los manuscritos del Archivo de Música de las Catedrales de Zaragoza, Université autonome de Barcelone, 2016 (lire en ligne)